# ケツノポリス6
『ケツノポリス6』（ケツノポリス・シックス）は、ケツメイシ6作目のアルバム。2008年6月25日発売。発売元はトイズファクトリー。

## 内容
前作から10か月でリリースされた本作のアルバムカラーは水色。TV-CMはスクウェア・エニックスから同年7月17日発売DS用ソフト『ドラゴンクエストV 天空の花嫁』とコラボレーション。初回プレス盤には5作連続でステッカー封入。オリコンは3位獲得。連続1位記録はストップしたが､初動は20万枚を突破している。

## 収録曲
| 全作詞・作曲: ケツメイシ。 |                           |            |            |           |      |
| #                          | タイトル                  | 作詞       | 作曲・編曲 | 編曲      | 時間 |
| 1.                         | 「マジでライブする5秒前」 | ケツメイシ | ケツメイシ | YANAGIMAN | 4:45 |
| 2.                         | 「流れ」                  | ケツメイシ | ケツメイシ | NAOKI-T   | 5:21 |
| 3.                         | 「出会いのかけら」        | ケツメイシ | ケツメイシ | NAOKI-T   | 6:07 |
| 4.                         | 「空」                    | ケツメイシ | ケツメイシ | YANAGIMAN | 4:32 |
| 5.                         | 「何故歌う」              | ケツメイシ | ケツメイシ | NAOKI-T   | 3:45 |
| 6.                         | 「カーニバル」            | ケツメイシ | ケツメイシ | YANAGIMAN | 4:10 |
| 7.                         | 「儚し」                  | ケツメイシ | ケツメイシ | YANAGIMAN | 4:55 |
| 8.                         | 「想い」                  | ケツメイシ | ケツメイシ | NAOKI-T   | 4:31 |
| 9.                         | 「冬物語」                | ケツメイシ | ケツメイシ | YANAGIMAN | 6:06 |
| 10.                        | 「We love music」         | ケツメイシ | ケツメイシ | YANAGIMAN | 4:04 |
| 11.                        | 「オレの道オマエの道」    | ケツメイシ | ケツメイシ | YANAGIMAN | 4:14 |
| 12.                        | 「街並」                  | ケツメイシ | ケツメイシ | NAOKI-T   | 6:20 |
| 13.                        | 「心の声」                | ケツメイシ | ケツメイシ | YANAGIMAN | 5:21 |
| 14.                        | 「伝承」                  | ケツメイシ | ケツメイシ | YANAGIMAN | 6:24 |
| 15.                        | 「子供たちの未来へ」      | ケツメイシ | ケツメイシ | YANAGIMAN | 5:05 |
| 合計時間:                  | 合計時間:                 | 合計時間:  | 75:40      |           |      |

### 解説
1. マジでライブする5秒前
2. 流れ
3. 出会いのかけら
  - 17thシングル。
  - 映画『陰日向に咲く』主題歌。
4. 空
5. 何故歌う
6. カーニバル
  - 14thシングルのカップリング曲。
  - 『ケツの嵐〜夏BEST〜』にも収録。
7. 儚し
8. 想い
9. 冬物語
  - 16thシングル「聖なる夜に/冬物語」のダブルA面曲。
10. We love music
11. オレの道オマエの道
12. 街並
  - 『ケツの嵐〜秋BEST〜』にも収録。
13. 心の声
14. 伝承
15. 子供たちの未来へ
  - プロ野球・埼玉西武ライオンズ選手・脇谷亮太が登場曲として使用。
  - 『ケツの嵐〜春BEST〜』にも収録。